# Estación de Ahuacatlán
Ahuacatlán fue una estación de trenes que se encuentra en Ahuacatlán, Nayarit. La estación fue construidas con muros de ladrillo, viguería tabló y teja de barro.

## Historia
La estación se edificó en terrenos que fueron adquiridos por la Southern Pacific Railroad de Mexico, esto durante el periodo de 1925-1926 para ser ocupados por la vía férrea que entonces se construía entre Guadalajara y Tepic.
En 1918, estaba construida la línea desde Nogales hasta La Quemada.
Las estaciones de Ixtlán, Valle Verde y Compostela fueron construidas siguiendo el mismo diseño que esta de Ahuacatlán.